# Léon Arnould (homme politique)
Pour les articles homonymes, voir Léon Arnould.
Léon Arnould, né le 3 mai 1912 à Metz (Moselle) et mort le 26 juin 1991 dans la même ville, est un homme politique français.

## Mandats
- Député de la troisième circonscription de la Moselle (1968-1973)
- Maire de Florange